# Das Schwarze Korps
Das Schwarze Korps era o jornal oficial da Schutzstaffel (SS), publicado toda quarta-feira e distribuído gratuitamente. Era solicitado a cada membro da SS que o lesse e também incentivasse outras pessoas a fazer o mesmo. O chefe da redação era Gunter d'Alquen  e o editor era Max Amann, diretor da Franz-Eher-Verlag (Central de publicações do Partido Nacional Socialista). O jornal hostilizava vários grupos, frequentemente publicando artigos condenando a Igreja Católica (denunciando atos de "catolicismo político"), os judeus, o comunismo e a franco-maçonaria, entre outros.:242 A publicação mantinha estreita cooperação com o Sicherheitsdienst (serviço secreto da SS), que também exercia significativo controle sobre a linha editorial.
A primeira edição de Das Schwarze Korps foi publicada em 6 de março de 1935, com tiragem de 70.000 exemplares; em novembro do mesmo ano, atingiu 200.000 cópias e, em 1944, 750.000. O jornal também circulava fora da Alemanha. Durante os anos 1930, podia ser encontrado nos Estados Unidos, em pelo menos uma livraria associada à organização German American Bund.